# 丘庫羅瓦鄉
44°56′N 28°29′E / 44.933°N 28.483°E
丘庫羅瓦鄉（羅馬尼亞語：Comuna Ciucurova, Tulcea），是羅馬尼亞的鄉份，位於該國東南部，由圖爾恰縣負責管轄，面積152平方公里，海拔高度137米，2002年人口2,209，人口密度每平方公里15人。